# Туринская консерватория имени Джузеппе Верди

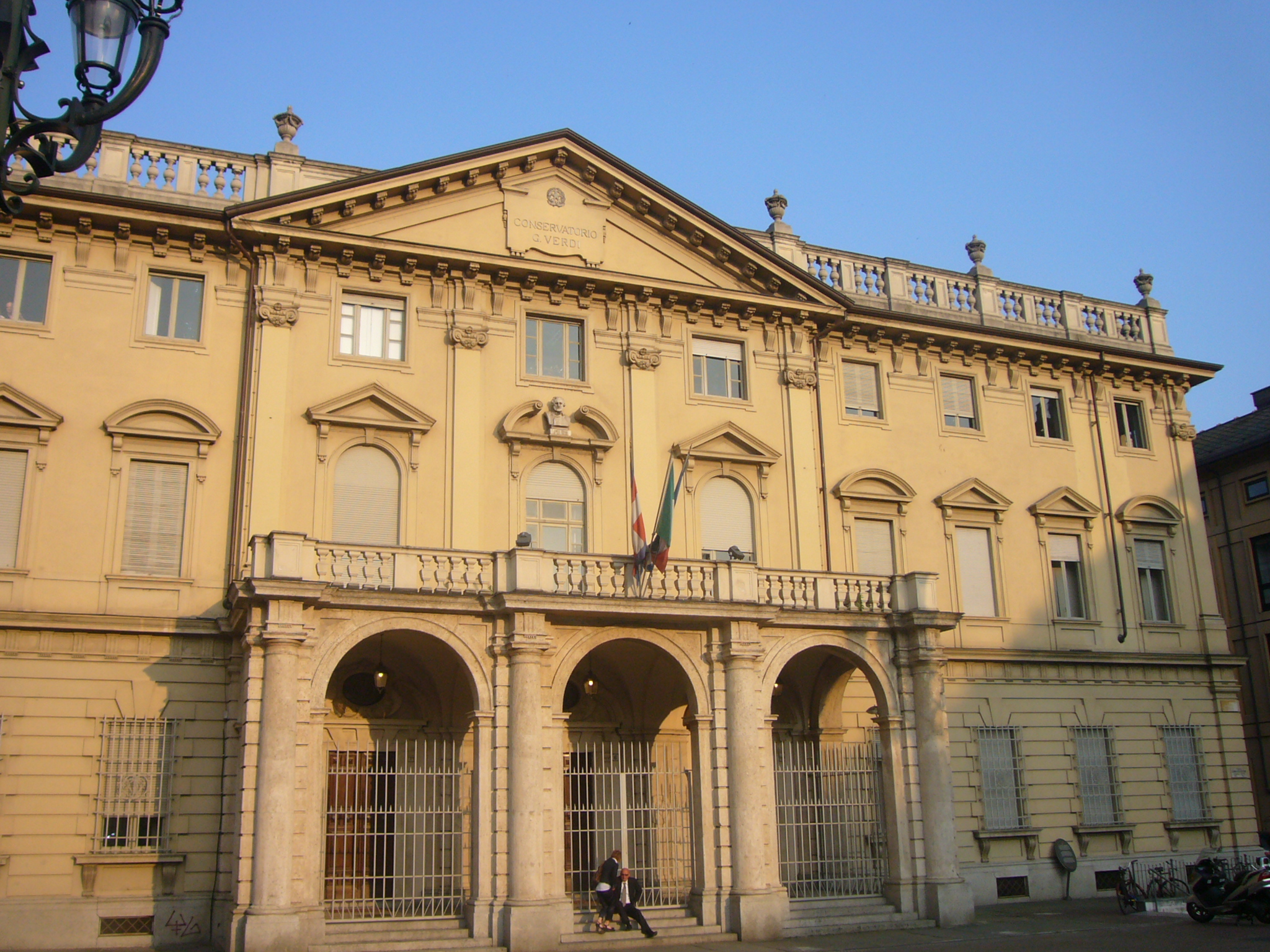

Туринская консерватория имени Джузеппе Верди (итал. Conservatorio Statale di Musica "Giuseppe Verdi" — Torino) — итальянская консерватория, расположенная в Турине. Основана в 1866 году как Музыкальный лицей города Турина (итал. Liceo Musicale della Città di Torino), с первоначальной специализацией в области хорового и сольного пения. В 1894 году лицей был объединён с возникшей в 1868 году школой музыкантов-инструменталистов в Институт музыки. В 1928 году было построено современное здание консерватории. В 1936 году в рамках национальной реформы музыкального образования реформирована и переведена под государственное управление.

## Руководители
- Карло Педротти (1868—1882)
- Карло Фассо (1882—1889)
- Джованни Больцони (1889—1918)
- Федерико Коллино (1918—1923)
- Франко Альфано (1923—1936)
- Лодовико Рокка (1940—1966)
- Сандро Фуга (1966—1976)
- Феличе Кваранта (1977—1978)
- Джорджо Феррари (1978—1994)
- Лучано Форнеро (1994—2006)
- Мария Луиза Паччани (2006—2012)
- Вито Маджолино (2012—2015)
- Марко Дзуккарини (2015—2020)
- Франческо Пеннарола (с 2020 года)

## Известные педагоги
- Стефано Темпиа

## Известные выпускники
- Франко Аббьяти
- Фьоренца Коссотто[1].
- Лодовико Лессона